# Paulina Szlachta
Paulina Szlachta (ur. 7 sierpnia 2000) – polska judoczka.
Zawodniczka klubów: TS Wisła Kraków (2012-2016), UKS Judo Wolbrom (od 2016). Dwukrotna brązowa medalistka zawodów pucharu Europy juniorek (Gdynia 2018, Poznań 2019). Dwukrotna brązowa medalistka mistrzostw Polski seniorek w kategorii do 48 kg (2017, 2018). 